# Mesa de Chaloc
Mesa de Chaloc är en ort i Mexiko.   Den ligger i kommunen Xichú och delstaten Guanajuato, i den centrala delen av landet, 220 km norr om huvudstaden Mexico City. Mesa de Chaloc ligger 2 202 meter över havet och antalet invånare är 134.
Terrängen runt Mesa de Chaloc är kuperad åt sydväst, men åt nordost är den bergig. Runt Mesa de Chaloc är det ganska glesbefolkat, med 23 invånare per kvadratkilometer. Närmaste större samhälle är Xichú, 9,6 km norr om Mesa de Chaloc. Trakten runt Mesa de Chaloc består i huvudsak av gräsmarker.